# Bleheratherina pierucciae
Bleheratherina pierucciae és una espècie de peix pertanyent a la família dels aterínids i l'única del gènere Bleheratherina.

## Descripció
- Pot arribar a fer 4,7 cm de llargària màxima.
- Cos molt prim.
- Boca grossa.
- 40-41 vèrtebres.[2][3]

## Hàbitat
És un peix d'aigua dolça, pelàgic i de clima temperat (26°S-27°S, 166°E-167°E).

## Distribució geogràfica
Es troba a Oceania: Nova Caledònia.

## Observacions
És inofensiu per als humans.